# Palotina
Palotina é um município brasileiro localizado na região oeste do Paraná. Ocupando uma área de 651,238 km², sua população, conforme estimativas do IBGE de 2020, era de 32 121 habitantes.
A economia é baseada na agricultura, agroindústria e prestação de serviços, além de cidade universitária, sendo a única no oeste do Paraná que possui um campus da Universidade Federal do Paraná.
Seus pontos turísticos de destaque são o Lago Municipal e a Praça Amadeo Piovesan. A Expo Palotina (festa organizada pelo município) é um dos principais eventos da região.

## História
Em 1940, através da Marcha para o Oeste, chegam os primeiros migrantes em Palotina, então Município de Guaíra, somando uma população de 10 habitantes.
Em 1953, as empresas colonizadoras "Pinho e Terra Ltda." e a "Madeireira Rio Paraná", trazem para a região da futura cidade de Palotina, seus primeiros moradores. Dos estados de Santa Catarina e Rio Grande do Sul vieram Domingos Francisco Zardo, João Bortolozzo, Luis de Carli, Benardino Barbieri, Egydio João Clivati, Eugenio Leszczynski, Eurico Nenevê, Amado Vilaverde e Francisco Studzinski, entre outros, com o objetivo de derrubar a mata, plantar erva-mate, abrir ruas, construir casas, fazer uma cidade. No dia 6 de janeiro de 1954 foi rezada a primeira missa, da localidade, em um altar montado no que hoje é a Granja Possan, por padres Palotinos, que eram em bom número nas primeiras caravanas que aqui chegaram. Em homenagens a esses padres, a vila recebeu o nome de Palotina e escolhido como padroeiro, São Vicente Pallotti. Com o progresso da pequena vila, em 24 de junho de 1957 foi elevada a "Distrito de Palotina" (distrito administrativo da cidade de Guaíra), com uma população de 100 habitantes (Censo 1950).
Em 25 de julho de 1960, a cidade foi emancipada política e administrativamente, criando-se os Distritos Administrativos e Judiciários de Maripá, Pérola Independente, Alto Santa Fé e São Camilo, com população de 3.469 habitantes (Censo IBGE). Em 1970, o município perde a área de Alto Santa Fé para o município de Nova Santa Rosa e é criado o Distrito Administrativo da Vila Candeia, atingindo uma população de 43.005 habitantes (Censo IBGE).
Em 1980, ocorreu a elevação da Vila Santo Antônio como Distrito Administrativo, com população de 28.248 habitantes (Censo IBGE).
Na década de 1990, com a elevação do Distrito de Maripá a município, englobando os Distritos de Pérola Independente e Candeia, acarreta uma perda de 30% do território do município de Palotina, totalizando nesta época 38.569 habitantes (Censo IBGE). Em 2000, este número baixa para 28.765 (Censo IBGE).

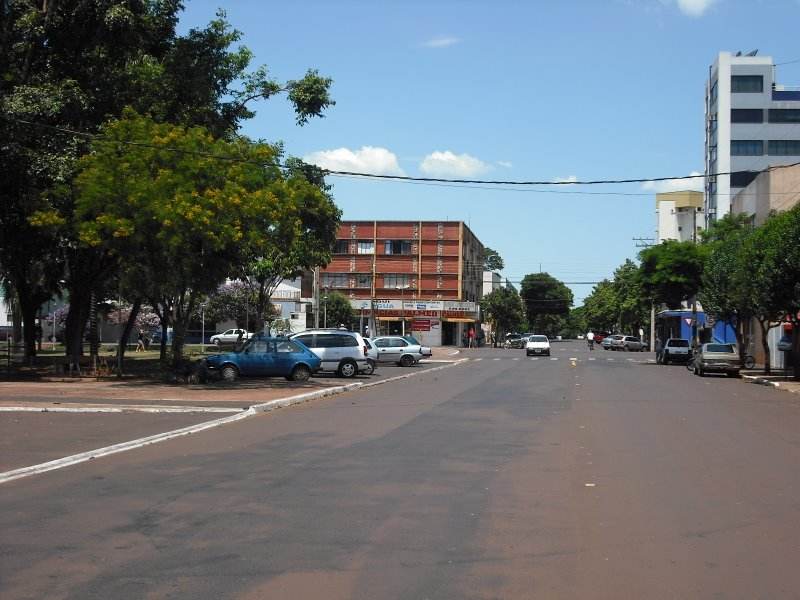
Praça Rafael Piveta, em Palotina

## Geografia

### Formação administrativa
Em 1950, deslocamentos populacionais resultaram na criação do distrito de Palotina, em 24 de junho de 1957, com cerca de 100 habitantes. O distrito se emancipou em 25 de julho de 1960, concomitantemente à criação dos distritos de Maripá, Pérola Independente, Alto Santa Fé e São Camilo. Mais tarde, seriam criados os distritos de Vila Candeia e Vila Santo Antônio, porém o município perderia Maripá, Pérola Independente, Alto Santa Fé e Vila Candeia, quer por emancipação de alguns, quer por transferência para outro município, restando apenas 70% da formação original e os distritos de Palotina (sede), São Camilo e Vila Santo Antônio.

### Clima
O clima de Palotina é Subtropical Úmido (segundo a classificação de Köppen), com verões quentes e invernos frios ou amenos. Geadas são frequentes no período mais frio, podendo acontecer no período entre o fim de maio e o início de setembro. A média anual de temperatura é de 20 °C.

### Demografia
O primeiro censo de Palotina foi realizado em 1970, mostrando que, naquela época, estavam residindo 43.005 pessoas no município, das quais, 5.252 estavam na zona urbana e 37.753 na zona rural. O censo da década seguinte já demonstrava a existência do êxodo rural e a migração de palotinenses para outras regiões, principalmente Mato Grosso, Rondônia e Paraguai. Em 1980, o IBGE registrou a existência de 12.364 moradores na zona urbana de Palotina e 15.875 na zona rural, totalizando 28.239 habitantes. O censo demográfico realizado em 1991, registrou uma população total de 31.598 habitantes, sendo 19.635 na zona urbana e 11.963 na zona rural. No censo realizado em 2000 registrava uma população total de 28.771 habitantes, sendo 20.771 na zona urbana e 8.000 na zona rural. Já o Censo 2010 registrou uma população de 28.692 habitantes, sendo 24.600 na zona urbana e 4.092 na zona rural.